# Рябцев, Дмитрий Александрович
Дмитрий Александрович Рябцев (бел. Дзмітрый Аляксандравіч Рабцаў; род. 16 августа 1991, Гомель) — белорусский футболист, полузащитник. Тренер клуба «Лесхоз».

## Карьера
Воспитанник футбольного клуба «Гомель». Дебютировал за клуб 15 марта 2009 года в матче Кубка Беларуси против новополоцкого «Нафтана». Дебютный матч в Высшей Лиге сыграл 4 апреля 2009 года против гродненского «Немана». Также выступал за дублирующий состав клуба. В июле 2010 года стал игроком речицкого клуба «Ведрич-97». Дебютировал за клуб 7 августа 2010 года в матче против «Барановичей». Провёл за клуб 24 матча и в январе 2012 года перешёл в «ДСК-Гомель». За гомельский клуб смог забить свой дебютный гол 2 июня 2012 года в матче против светлогорского «Химика». В 2013 году выступал в «Полоцке». Затем играл в мини-футбол.

## Тренерская карьера
В сентябре 2021 года стал главным тренером гомельского «Лесхоза». В сезоне 2022 года провёл за клуб 4 игры, в которых отличился 1 забитым голом.